# 凱比齊區

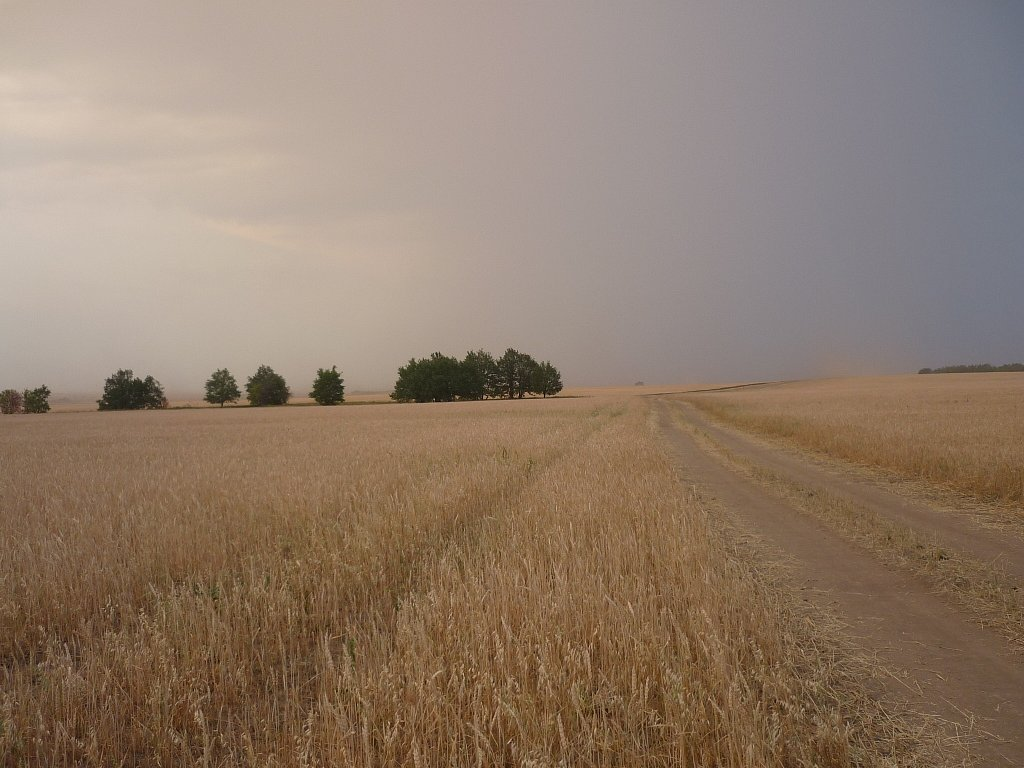

55°23′N 48°06′E / 55.383°N 48.100°E
凱比齊區（俄语：Кайбицкий район），是俄羅斯的一個區，位於該國西部，由韃靼斯坦共和國負責管轄，面積995.4平方公里，2010年人口14,898，人口密度每平方公里14.97人。